# Peter Ax
Peter Ax (geboren am 29. März 1927 in Hamburg; gestorben am 2. Mai 2013) war ein deutscher Zoologe. Seine wichtigsten Arbeiten befassen sich mit der Erforschung der Sandlückenfauna sowie der Darstellung des phylogenetischen Systems der Tiere.

## Biographie
Peter Ax ging bis 1944 auf die Oberschule für Jungen in Hamburg und absolvierte anschließend seinen Wehrdienst. Ab 1946 studierte er an der Universität in Kiel Biologie und schloss das Studium 1950, mit 23 Jahren, mit der Promotion ab. Von 1952 bis 1961 war er an derselben Universität als Wissenschaftlicher Mitarbeiter beschäftigt, 1955 habilitierte er und war als Dozent tätig. 1961 ging er an die Georg-August-Universität Göttingen, wo er den Lehrstuhl für Morphologie und Systematische Zoologie übernahm und bis zu seiner Emeritierung 1992 blieb. Dabei wurde unter anderem durch ihn die Einrichtung eines Lehrstuhls für Tierökologie initiiert. Von 1972 bis 1973 arbeitete Ax neben weiteren Wissenschaftlern auf der Charles-Darwin-Forschungsstation auf den Galapagosinseln.
Peter Ax starb am 2. Mai 2013 im Alter von 86 Jahren.

## Forschung

### Spezielle Zoologie
Peter Ax beschäftigte sich vor allem mit der Mikro- und Meiofauna des Sandlückensystems in Meeresböden sowie der Systematik der Plattwürmer. Er identifizierte eine Reihe bis dahin unbekannter Arten in dem Lebensraum, darunter das erste Manteltier (Tunicata) Diplosoma micans, welches 1970 in der Sandlückenfauna gefunden wurde. 1956 beschrieb er erstmals die Kiefermündchen (Gnathostomulida), die ebenfalls in diesem Lebensraum zu finden sind.

### Taxonomien
Peter Ax beschäftigte sich zudem mit den Grundlagen der phylogenetischen Systematik, die auf die Arbeiten von Willi Hennig zurückgeht, und war einer der wichtigsten Vertreter der phylogenetischen Systematik in Deutschland. Er lehnte die Verwendung der Etiketten wie „Familie“ oder „Ordnung“ für biologische Taxonomien aufgrund der willkürlichen Zuordnung ab. Es gibt keine natürliche Regeln, die bestimmten, dass eine Gruppe von Organismen beispielsweise den Rang einer Ordnung statt den einer Klasse erhält. Ax schlägt wie andere Vertreter der Kladistik vor, nur noch den Begriff „Taxon“ zu verwenden.
Ax veröffentlichte 1984 sein Buch Das Phylogenetische System als Grundlagendarstellung und 1988 die Systematik in der Biologie. Zwischen 1995 und 2001 publizierte er sein dreibändiges Lehrbuch über das Phylogenetische System der Tiere.

## Mitgliedschaften und Würdigung
Peter Ax war Herausgeber der von ihm initiierten Fachzeitschrift Mikrofauna marina. Als Gastwissenschaftler arbeitete er an den Friday Harbor Laboratories der University of Washington, an den meeresbiologischen Stationen in Arcachon, Banyuls-sur-Mer und Neapel und, im Rahmen eines größer angelegten Forschungsprojektes, an der Darwin-Station auf den Galapagosinseln.
1969 wurde Peter Ax in die Akademie der Wissenschaften und der Literatur Mainz aufgenommen. 1971 wurde er zum korrespondierenden Mitglied der Göttinger Akademie der Wissenschaften gewählt. 1986 wurde er als Mitglied in die Joachim-Jungius-Gesellschaft der Wissenschaften aufgenommen. 1986/87 wurde er zum Fellow des Wissenschaftskollegs zu Berlin ernannt, 2003 wurde er Ehrenmitglied der Gesellschaft für Biologische Systematik (GfBS).

## Veröffentlichungen (Auswahl)
- Die Gnathostomulida, eine rätselhafte Wurmgruppe aus dem Meeressand, Akademie der Wissenschaften und der Literatur Mainz 1956
- Das Phylogenetische System. Systematisierung der lebenden Natur aufgrund ihrer natürlichen Phylogenese, G. Fischer Verlag Stuttgart, 1984
- Das System der Metazoa, G. Fischer Verlag Stuttgart, 1995 bis 2001
- Das System der Metazoa II. Ein Lehrbuch der phylogenetischen Systematik. Stuttgart / Jena 1999

## Belege
1. 1 2 3 4 5  Rainer Willmann: Nachruf auf Peter Ax an der Georg-August-Universität Göttingen; Abgerufen am 7. Februar 2015.
2. ↑  Verzeichnis der Mitglieder. In: Jahrbuch der Göttinger Akademie der Wissenschaften. Nr. 2013, 2014, S. 45.
3. ↑  Joachim Jungius-Gesellschaft der Wissenschaften: Mitglieder. Abgerufen am 26. März 2017.